# 71e bataillon de tirailleurs sénégalais
Le 71e Bataillon de Tirailleurs Sénégalais (ou 71e BTS) est un bataillon français des troupes coloniales.

## Création et différentes dénominations
- --/--/----: Création du 71e Bataillon de Tirailleurs Sénégalais

## Historique des garnisons, combats et batailles du71eBTS
- 19/12/1916: Le bataillon envoie des hommes au 80e BTS pour la constitution d'une Compagnie de Mitrailleuses

- 12/05/1917: Le bataillon reçoit le reste des effectifs du 88e BTS qui vient d'être dissous

- 16/03/1919: Le bataillon envoie 36 tirailleurs au 82e BTS

### Sources et bibliographie
Mémoire des Hommes